# 丁锡
丁锡，字佑之，号西坞，浙江杭州府仁和县（今浙江省杭州市）人，明朝末年清朝初年画家。
他先代是西域人，一说是元朝画家丁野夫的后裔。自幼聪明能干，喜爱绘画。各种题材他都涉及，最擅长山水画。